# ヒュンダイ・ix35 FCEV

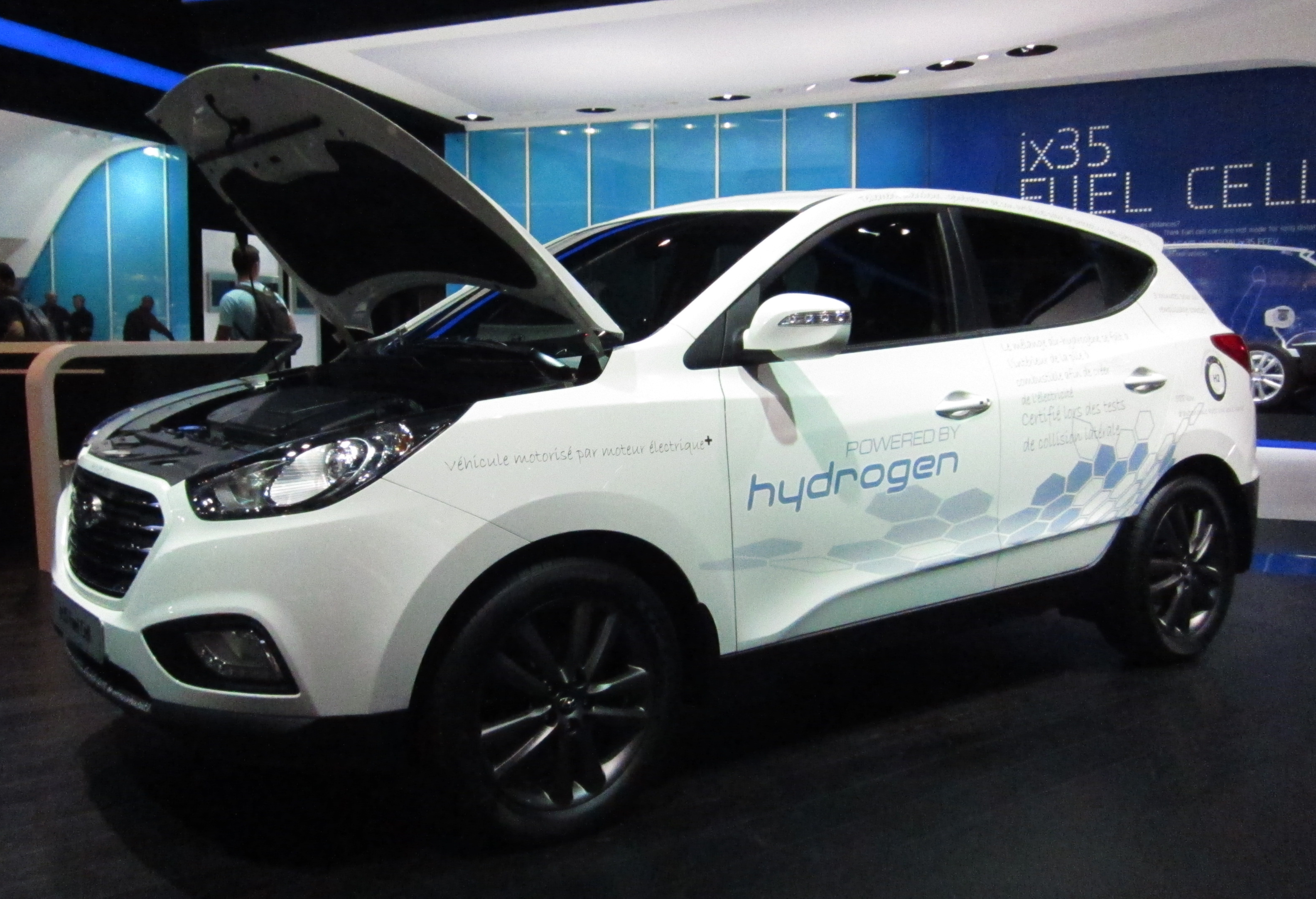
ヒュンダイ ix35 FCEV

ix35 FCEVもしくはツーソンFCEV(Tucson FCEV)とは、韓国・現代自動車のクロスオーバーSUV、ツーソン/ix35を基に開発された水素自動車である。
2021年現在のところ初代、及び2代目をベースとしたものが存在するが、NEXOの登場により3代目以降は登場していない。

## ツーソンFCEV(2005年)

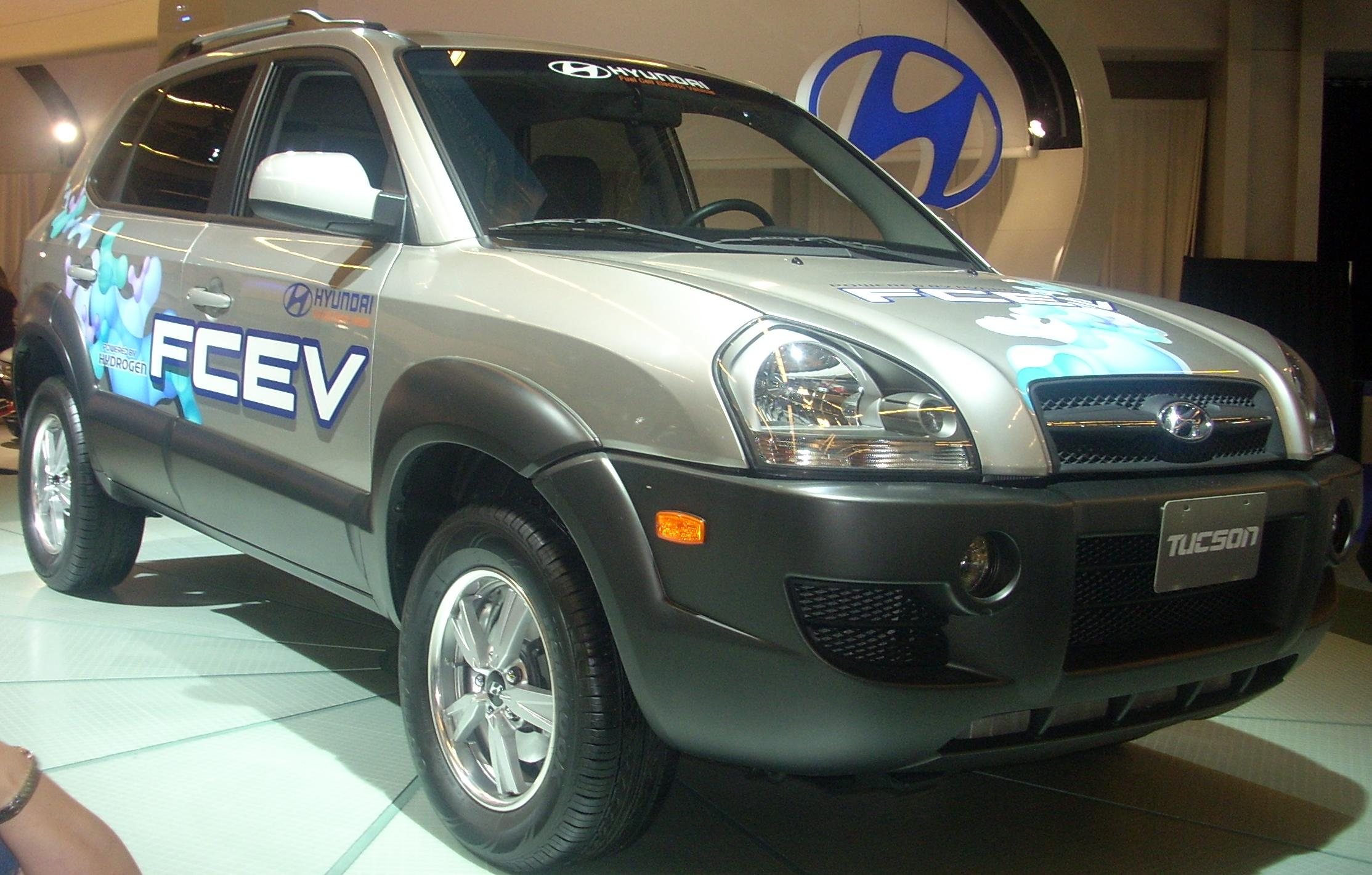
Hyundai Tucson FCEV (2005)

2005年にロサンゼルスオートショーで発表された、初代ツーソン(日本名JM)をベースとしたFCEV開発車両である。モーターはEnovaSystems(カリフォルニア州トーランス)の80kWタイプ、燃料電池はUTCパワー(コネチカット州サウスウィンザー)、バッテリーはヒュンダイとLG化学が共同開発した152Vタイプ、152リットルの水素タンクはDynetek Industries Ltd.(カナダ、アルバータ州、カルガリー)のものが使われていた。
航続距離は300kmで、最高速度は150 km/h。2008年の水素ロードツアーの一環として6900kmを走破した。

## ix35 FCEV(2012年)
2013年4月15日にオランダ国内で水素自動車として最初に発売されるix35の量産型が発表された。この完全電気自動車は燃料電池を動力とする。内燃機関を装備する通常の自動車とは異なり、二酸化炭素や窒素酸化物のような汚染物質を排出しない。排出するのは水蒸気のみである。
2014年8月末に現代の工場は最初のix35 FCEVをオランダに向けて出荷した。ix35 FCEVは航続距離がNEDCサイクルで594kmで実際にはやや少ない可能性がある。AlbrandswaardのA15に700気圧の水素を充填するための公共の水素充填ステーションが開設された。アムステルダム、アーヘン、EindhovenとOude Tongeに水素ステーションを設置予定である。
現代 ix35 FCEVは新しいグリル、バンパー、ライト、懸架装置、内装、7インチディスプレイのカーナビで区別される。さらに電動機の出力は100kw(136hp)でありながら、従来の内燃機関とほぼ同じ大きさである。電動機と燃料電池は両方100kWである。さらに車輌は充電池を備え、加速時に燃料電池の発電では賄いきれない場合に24kWを供給する。充電池の容量は0.95kWhである。0から100kmの加速の所要時間は12.5秒で最高速度は160km/hである。回転力は300Nmである。手ごろな出力であるにも拘らず、車輌の重量(1830kg)により、加速は俊敏ではない。